# Різдво у Колумбії

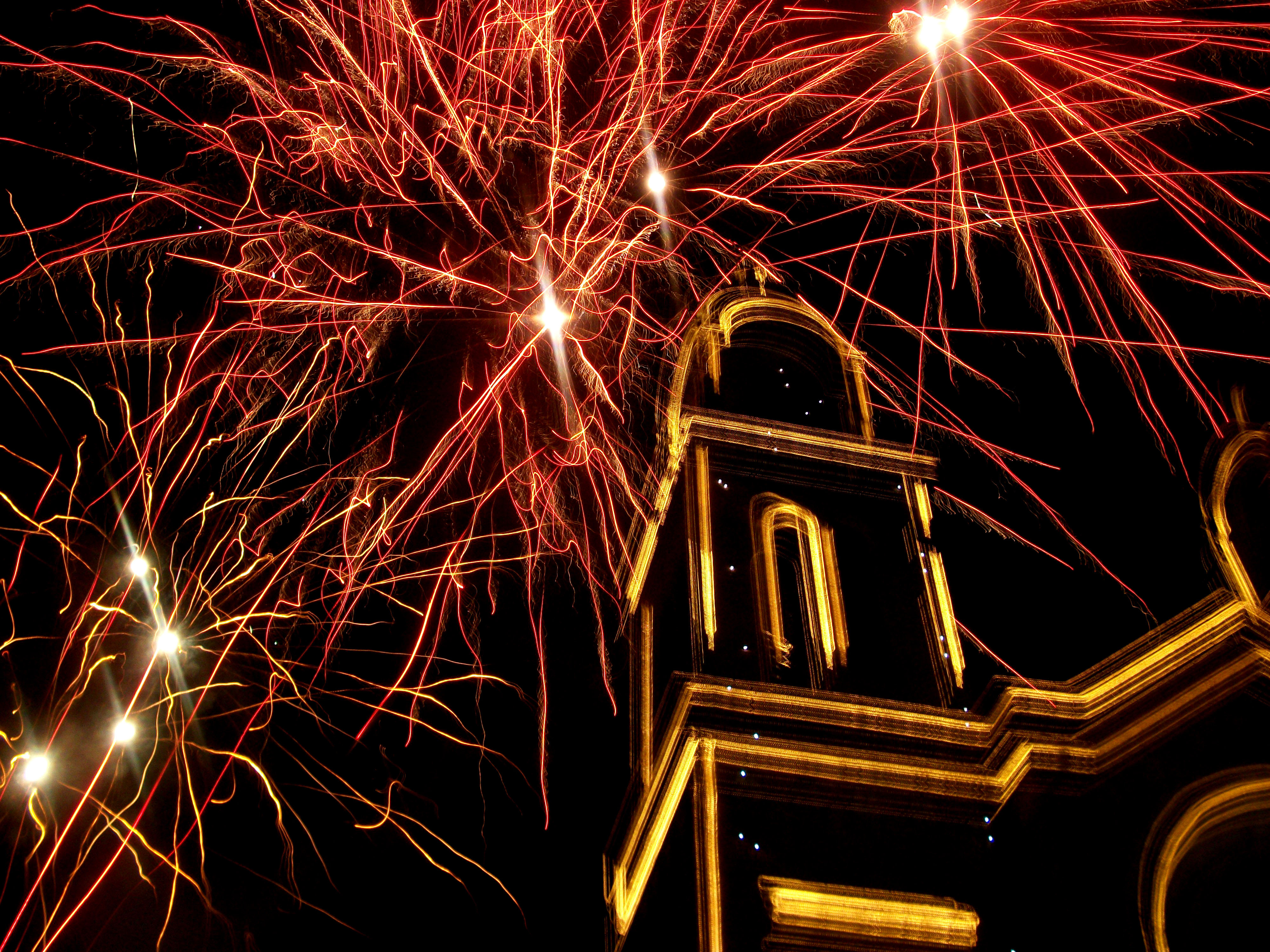
Феєрверк у парку Москера, Кундінамарка, на честь початку Різдва.

Колумбія — глибоко релігійна країна, де 95 % мешканців — християни. Католицькі святкування закінчення року починаються 7 грудня. Є багато способів святкувати Різдво.

## Різдвяні святкування

### Ель Діа де лас Велітас

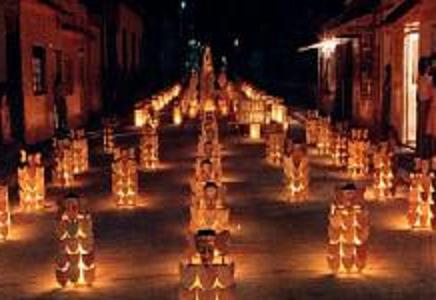
Паперові ліхтарі в Кімбая (Квіндіо).

El Día de las Velitas (День свічок) відзначається 7 грудня і знаменує початок святкування кінця року в Колумбії. Люди ставлять свічки перед своїми вікнами та дверима, а також на вулицях, а також ліхтарі. Через кожну запалену свічку можна загадати молитву чи бажання. Ратуша запускає конкурс на найкраще оформлений район з метою нагородження.

### Новенна
Під час Новенни (з 16 по 24 грудня, останні дев'ять днів перед Різдвом) сім'ї збираються кожного вечора, щоб помолитися, співати, потанцювати сальсу, кумбію чи меренге та поділитися закусками навколо pesebre, різдвяного вертепу. Це можливість зміцнити родинні зв'язки.

### Навідад
Колумбійці збираються ввечері 24 грудня, щоб відсвяткувати Різдво за різдвяною трапезою. Типовими різдвяними стравами є бунюелос (маленькі смажені сирні вареники, що подаються гарячими), ель-паво (індичка, фарширована сумішшю винограду та волоських горіхів), ель-перніль (варена та копчена шинка на кістці, супроводжувана солодкими соусами та іноді шафрановим рисом). На десерт колумбійці їдять, серед іншого, natillas (пиріг з корицею, кукурудзяним крохмалем, молоком, панелью, тростинним цукром і гвоздикою). Після трапези охочі відвідують опівнічну месу. У Колумбії саме «Маленький Ісус» приносить із собою подарунки вранці 25 грудня.

## Агінальдос
Aguinaldos — це назва різдвяних ігор, у які грають діти та дорослі, де робляться ставки на подарунки. Одна з найпопулярніших ігор відома як tres pies, мета якої — не дати супернику поставити свою ногу між нашими. Інша гра — pajita en boca, де потрібно цілий день тримати соломинку в роті. Також популярна гра Ni oui ni non, яка забороняє вимовляти будь-яке з цих слів.

## Різдвяні прикраси

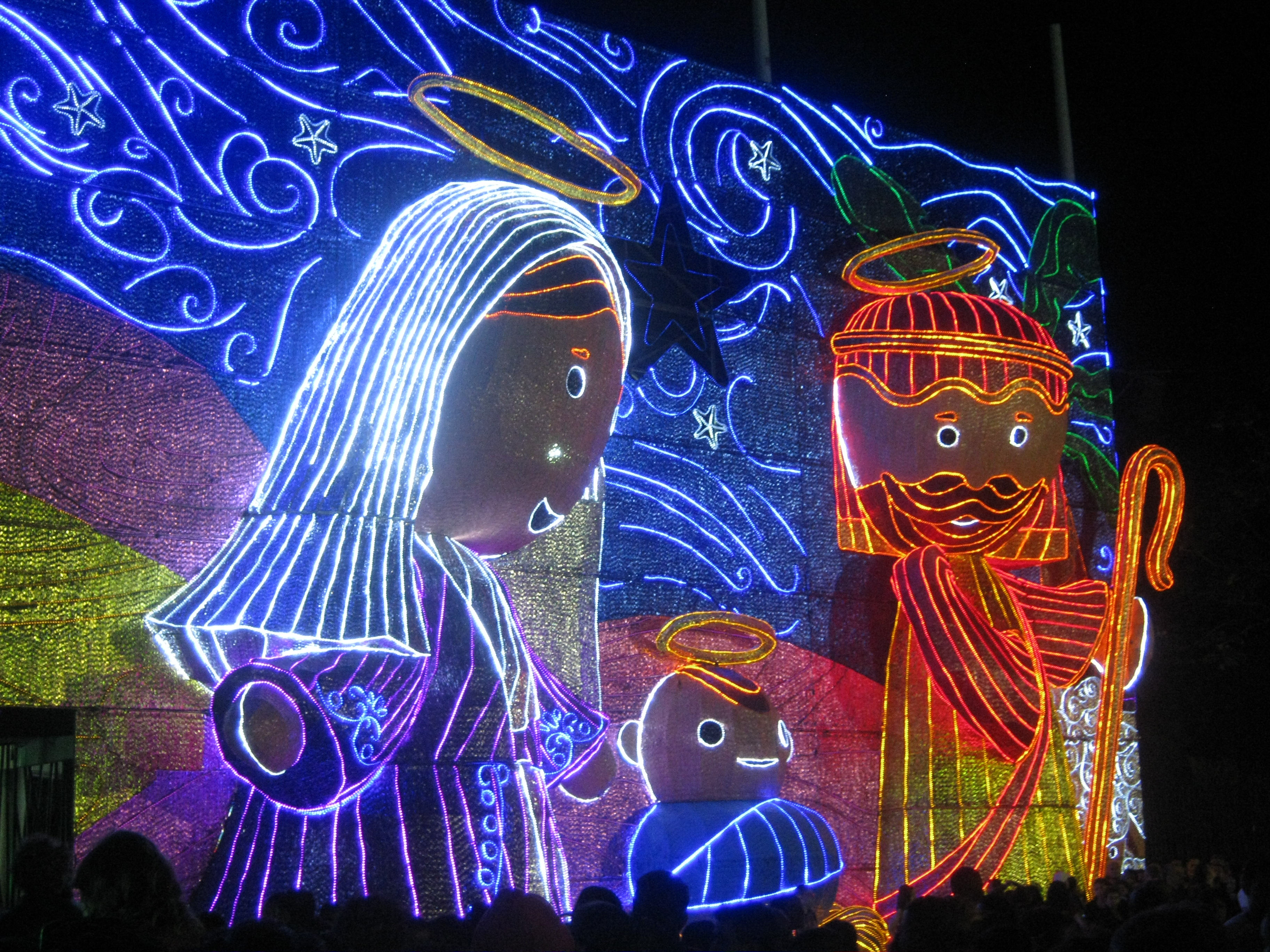
Різдвяна ілюмінація в Медельїні, 2017 рік

Всі міста Колумбії ілюміновані, проводяться конкурси на найкраще прикрашені будинки. Медельїн та села в регіону Бояка особливо відомі своїми різдвяними вогниками, на які місто виділило 10 мільйонів доларів. National Geographic також обрало Медельїн як одне з найкращих міст у світі для милування різдвяними вогнями.